# 白坂哲彦
白坂哲彦（1940年—）是一位日本医学家。

## 生平
1940年出生于呼伦贝尔（现海拉尔区）。获得北里大学卫生学部学士学位，1971年获得同校硕士学位，1975年德岛大学医学博士学位。后进入大阪大学蛋白质研究所担任助手。大塚製藥株式会社琵琶湖研究所长，1990年担任大鹏药品工业株式会社研究所所长。2005年担任北里大学生命科学研究所客座教授。

## 荣誉
2002年获得高松宮妃癌症研究基金学术奖。